# Saint-Denœux

Saint-Denœux este o comună în departamentul Pas-de-Calais, Franța. În 1 ianuarie 2022 avea o populație de 171 de locuitori.